# سیارک ۱۹۴۱۳
سیارک ۱۹۴۱۳ (به انگلیسی: 19413 Grantlewis، نامگذاری:1998FB30) نوزده هزار و چهارصد و سیزدهمین سیارک کشف شده‌است که در ۲۰ مارس ۱۹۹۸ کشف شد.
قدر مطلق سیارک برابر ۱۳.۵ است.